# ایراکلی چوچوا
ایراکلی چوچوا (گرجی: ირაკლი ჭოჭუა؛ زادهٔ ۱۵ سپتامبر ۱۹۷۹) کشتی‌گیر اهل گرجستان است.